# 真保一輔
真保 一輔（しんぼ いっぽ、1887年〈明治20年〉12月25日 - 1964年〈昭和39年〉7月17日）は、日本の植物学者。新潟大学名誉教授。

## 略歴
新潟県中蒲原郡庄瀬村大字牛崎（現 新潟市南区牛崎）出身。1906年（明治39年）3月に新潟中学校を卒業、1909年（明治42年）7月に第一高等学校を卒業、1912年（明治45年）7月に東京帝国大学理科大学植物学科を卒業。
東京帝国大学理科大学大学院で3年間、植物生理学を研究、東京帝国大学理科大学植物学教室副手に就任、1919年（大正8年）6月に新潟高等学校教授に就任、植物学と動物学と生物学を担当。
1928年（昭和3年）3月に文部省在外研究員として植物学の研究のため、ドイツ、オーストリア、イタリア、アメリカへの留学に出発、1930年（昭和5年）4月に帰国。
1946年（昭和21年）3月に新潟高等学校を退官、1949年（昭和24年）6月に新潟大学新潟高等学校講師に就任、1950年（昭和25年）3月に新潟大学理学部生物学科講師に就任、1958年（昭和33年）1月に新潟大学理学部生物学科教授に就任、1959年（昭和34年）3月に新潟大学を定年退官、6月に新潟大学名誉教授の称号を受称。
1964年（昭和39年）7月17日午前10時20分に新潟大学医学部附属病院で再生不良性貧血のため死去、76歳没。

## 調査・研究
虫癭の研究で業績を上げた。また、新潟県史蹟名勝天然記念物調査会委員として新潟県の天然記念物について調査を行ったほか、佐渡や粟島の植物相についても調査を行った。

## 栄典・表彰
- 1940年（昭和15年）8月15日 - 紀元二千六百年祝典記念章[12]
- 1946年（昭和21年）3月00 0 - 従三位[13]
- 1964年（昭和39年）7月17日 - 勲二等瑞宝章[14]

## 家族・親戚
- 真保寅三郎 - 父、新潟県中蒲原郡菱潟村第4代村長。
- 真保吾一 - 弟、機械工学者、元東海大学教授、元東京学芸大学教授。
- 真保謙一 - 長男、皮膚科医。
- 真保禎二 - 次男、胃腸科医。
- 吉原賢二 - 甥、放射化学者、東北大学名誉教授。
- 小船井敬吉 - 義妹の兄（真保吾一の妻の兄）、新潟中学校の1年先輩、逓信官僚、電気通信技術者、東海大学短期大学部初代学長。

## 主な論文
- 「蟲癭ノ硏究（圖入）」『東洋學藝雜誌』第30巻第380号、216-230頁、東洋學藝社、1913年。
- 「本邦產二三ノ蟲癭ニ關スル硏究（其一）」『植物學雜誌』第32巻第377号、121-128頁、東京植物学会、1918年。
- 「本邦產二三ノ蟲癭ニ關スル硏究（其二）」『植物學雜誌』第33巻第385号、1-12頁、東京植物学会、1919年。
- 「粟島のフロラ」『山形農林学会報』第3号、75-93頁、森邦彦[共著]、山形農林学会、1953年。